# Platacanthomys
A Platacanthomys az emlősök (Mammalia) osztályának a rágcsálók (Rodentia) rendjébe, ezen belül a tüskéspelefélék (Platacanthomyidae) családjába tartozó nem.

## Rendszerezés
A nembe 1 élő és 1 kihalt faj tartozik:
- †Platacanthomys dianensis
- tüskés pele (Platacanthomys lasiurus) Blyth, 1859 - típusfaj